# در تورتونی
در تورتونی (فرانسوی: Chez Tortoni‎) (ح. ۱۸۷۵) یک نقاشی رنگ روغن روی بوم با ابعاد ۲۶ در ۳۴ سانتیمتر (۱۰ در ۱۳ اینچ)، اثر هنرمند فرانسوی، ادوار مانه است. این نقاشی در موزهٔ ایزابلا استوارت گاردنر شهر بوستون نگهداری می‌شد اما در سال ۱۹۹۰ به سرقت رفت.

## شرح
نقاشی، یک آقای ناشناس را نشان می‌دهد که پشت میزی در کافهٔ تورتونی پاریس و در حال نقاشی روی صفحهٔ طراحی است. روی میز، لیوانی نیمه خالی از آبجو هم وجود دارد.

## دستبرد
این نقاشی در موزه ایزابلا استوارت گاردنر قرار داشت اما در جریان سرقت از موزه ایزابلا استوارت گاردنر، همراه با آثاری دیگر از این موزه به سرقت رفت. این اثر همچنان در مکانی نامعلوم است و به موزه بازنگشت.

## در فرهنگ عامه
این نقاشی در صحنه‌ای از اپیزود اول فصل سوم («تولد») خاطرات خون‌آشام مشاهده می‌شود.